# Хассельквист, Йенни
Йенни Матильда Элизабет Хассельквист (швед. Jenny Matilda Elisabet Hasselquist; 31 июля 1894 года, Стокгольм — 8 июня 1978 года, Тебю) — шведская прима-балерина, актриса кино и балетмейстер.

## Биография
Йенни Хассельквист родилась  31 июля 1894 года в Стокгольме. С 1906 года Хассельквист училась в балетной школе Шведской Королевская оперы, а с 1910 года  выступала с Королевским балетом. В 1913 году русский балетмейстер Михаил Фокин заметил её таланты и стал давать ей сольные партии в балетах "Сильфиды" и "Клеопатра". В 1915 году она стала Прима-балериной Королевского балета. В этом же году Хассельквист покинула труппу Королевского балета и ушла к Рольфу де Маре, который в Париже, по образцу Дягилева, организовал труппу «шведские балеты» («Ballets suédois»).

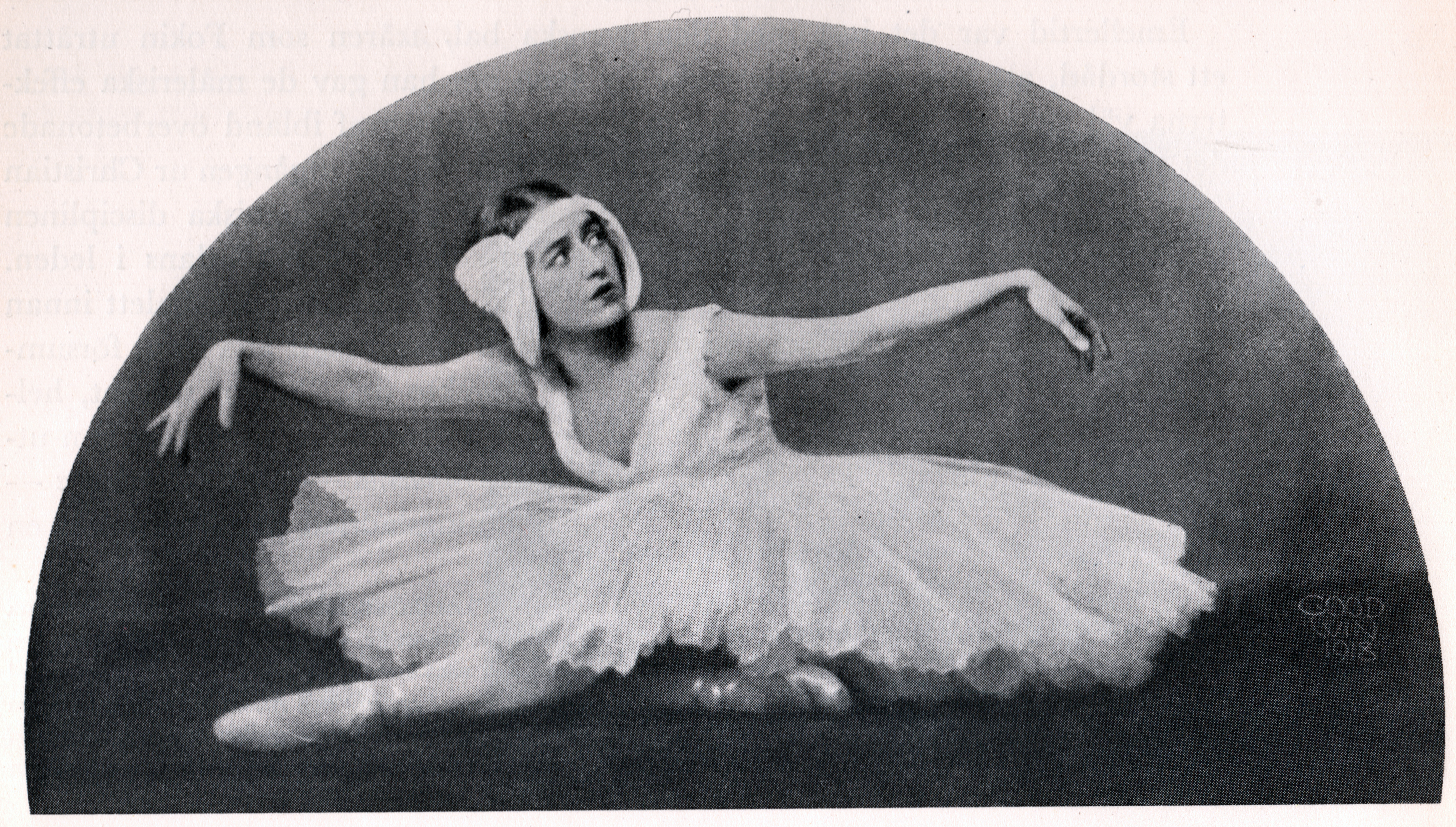
Дженни Хассельквист в балете Умирающий лебедь

В первой половине 20-х годов труппа де Маре стала пользоваться популярностью. Либретто для ее спектаклей писали Кокто, Клодель, Сандрар, будущие нобелевские лауреаты писатели  Луиджи Пиранделло и Пер Лагерквист; декорации и костюмы выполняли Леже, Пикабиа, Боннар и де Кирико; музыку писала группа композиторов «Шестерка», американский композитор  Коул Портер. Для заполнения антракта в балете Эрика Сати «Передышка» кинорежиссером Рене Клером в 1924 году был снят фильм «Антракт».
Йенни Хассельквист снималась в кино с 1916 года, будучи прима-балериной. Первым фильмом с её участием был фильм  Штиллера «Прима-балерина».
В 1920-х годах  играла главные роли во многих шведских и некоторых немецких немых фильмов, в том числе в фильмах Путь к силе и красоте (1925),  Кто судит? (1922), Сумурун (1920), Юхан (1921), Огонь на борту (1923).
Снималась у режиссеров  Мориц Стиллер,  Виктор Шёстрём, Густав Муландер и др. Сыграла почти двадцать ролей в немых фильмах и две роли — в звуковых фильмах. Последним фильмом с её участием был фильм «Den farliga leken», выпущенный в 1931 году, после чего Дженни Хассельквист оставила кинематограф.
Выступала приглашенным гастролером в ведущих европейских театрах, таких как Колизеум в Лондоне, Театр Елисейских полей в Париже и Немецкий театр в Берлине. В 1918-1922 годах была замужем за художником Вильгельмом Каге (Wilhelm Kåge.).
В 1932 году Хассельквист открыла свою балетную школу в Стокгольме, где работала педагогом.
Йенни Хассельквист скончалась 8 июня 1978 года в городе Тебю, Швеция. Похоронена на кладбище Sandsborgskyrkogården в Стокгольме.

## Избранная фильмография

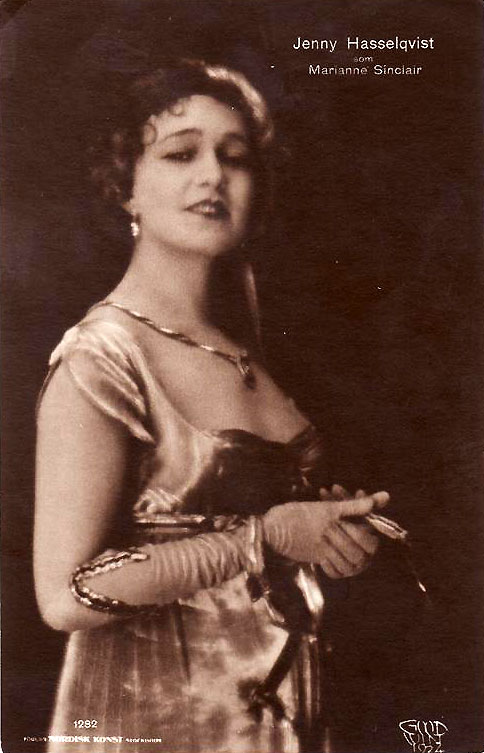
Дженни Хассельквист в фильме История Гёста Берлинга, 1924

- Девушка без Родины (1927)
- Дети Шторма (1928)
- У моей жены есть любовник (1926)
- Огонь на борту (1923)
- Опасная игра (19330)
- История Гёста Берлинга (1924)
- Наследие Ингмара (1925)
- Йохан (1921)
- Кто судит? (1922)
- Орда (1926)
- Пылающая граница (1926)
- Огонь на борту (1923)
- Прима-балерина (1916)